# Abdul Wahid Khan
Abdul Wahid Khan (1872–1949) byl indický hudebník. Zpěvu a hře na sarangi se původně učil od svého otce Abdula Majida Khana. Když mu bylo přibližně dvanáct let, usadil se v Kolhápuru, kde se stal žákem Ustada Langdea Haidera Bakshe Khana. Spolu se svým bratrancem Abdulem Karimem Khanem byl zástupcem vokálního stylu kirana gharana. Existuje jen velmi malé množství nahrávek jeho hudby. Mezi jeho žáky patřili například Begum Akhtar a Mohammed Rafi. Řadu let byl jeho studentem také Pran Nath.